# Dudu Tucci
Eduardo Tucci da Silva, kort Dudu Tucci (São Paulo, 5 mei 1955) is een Braziliaans zanger en componist.
Dudu Tucci groeide op in São Paulo, maar leeft sinds de jaren tachtig in Berlijn. Naast zijn omvangrijke cd-productie staat hij bekend als percussieleraar in heel Europa.
Hij studeerde klassieke percussie, fluit en musicologie aan het Brooklin Paulista Conservatorium in São Paulo. Daarnaar maakte hij uitgebreide reizen door Zuid-Amerika om de Latijns-Amerikaanse muziek te bestuderen.
In 1978 werd Dudu Tucci uitgenodigd in het Symfonieorkest van São Paulo te spelen. Samen met Ismael Ivo richtte hij de "Experimental Black Dance Group" op en werkte samen met Arrigo Barnabé. In 1982 werd hij voor het JazzFest naar Berlijn uitgenodigd, waar hij sindsdien leeft.
Een van zijn projecten is de bloco Afoxé Loni, een van de grootste groepen bij het Karneval der Kulturen in Berlijn.

## Discografie
- Oduduá (1990)
- Obátimalê (1992)
- Orishás (1994, Candomblé-muziek)
- Native Dreamer (1995)
- Tribal World (1995)
- Afoxé Loni (2002)
- Inaê (2004)
- Amacy (2005, Umbanda-muziek)
- Nadador (2006)